# 特平 (伊利諾伊州)
特平（英語：Turpin）是位於美國伊利諾伊州梅肯縣的一個非建制地區。該地的面積和人口皆未知。

## 地理
特平的座標為39°47′19″N 88°55′09″W / 39.78861°N 88.91917°W，而該地的平均海拔高度為205米（即673英尺）。